# Idioma húngaro
El húngaro o magiar (magyar nyelvⓘ) es una lengua de la familia de lenguas urálicas hablada por unos 15 millones de personas en Europa central y oriental. Se habla en Hungría y en la Transilvania rumana, en el suroeste de Ucrania, en el sur de Eslovaquia, en la provincia serbia de Vojvodina y en algunos pueblos fronterizos de Eslovenia y Croacia. Cerca de 9 millones de hablantes viven en Hungría.

## Aspectos históricos, sociales y culturales

### Historia
Según la teoría más extendida y aceptada, el húngaro o magiar proviene de los Urales, de donde en el siglo IX d. C. las tribus magiares emigraron hacia lo que es hoy Hungría. A partir de aquí la lengua evolucionó. Se pueden distinguir los siguientes períodos:
- Proto-húngaro – hasta 1000 a. C.
- Húngaro arcaico – 1000 a. C. hasta 896 d. C.
- Húngaro antiguo – 896 hasta el siglo XVI
- Húngaro medio – siglo XVI hasta finales del siglo XVIII
- Húngaro moderno - desde finales del siglo XVIII

Los textos más antiguos en los que ya se hace referencia a los hablantes del húngaro como magyar datan del siglo XII; se considera que el Sermón funerario y oración (1192-1195) es el texto completo más antiguo conservado en húngaro, mientras que los primeros libros impresos en esa lengua aparecieron en el siglo XVI.

### Distribución geográfica

Distribución del húngaro en Europa y porcentaje de hablantes nativos por país.

El húngaro es la lengua nacional de Hungría, pero además se habla en los países limítrofes a esta: Austria, Eslovaquia, Eslovenia, Rumania, Serbia y Ucrania, así como en otros países de todo el mundo debido a la emigración. En Rumania se concentra la mayor parte de los hablantes del húngaro fuera de Hungría: mayoritariamente en la parte oeste del país, en la región de Transilvania. Esta dispersión se debe a que todos estos territorios pertenecían a Hungría dentro del Imperio austrohúngaro, y pasaron a los países actuales al acabar la Primera Guerra Mundial como compensación y con la condición de que se debía respetar el idioma.
El número de hablantes al año 2020 se sitúa en torno a 13.2 millones, de los cuales aproximadamente 11.5 millones viven en Hungría, 1.3 millones en Rumania y 0.4 millones en el resto de los países limítrofes.
Declinando su uso fuera de Hungría con el paso de las décadas debido a que no es el idioma materno de muchas de las personas que lo hablan fuera de Hungría, y las políticas de abandono de lenguas no nacionales tras la Segunda Guerra. La emigración magiar llevó a que existan algunas minorías de hablantes del húngaro en el medio oeste de EE. UU., sur de Canadá y el extremo sur de Argentina

### Estatus oficial
El húngaro es el idioma oficial de Hungría; además, desde la entrada de Hungría en la Unión Europea en 2004, es también idioma oficial en la Unión. Es también oficial en tres municipios de Eslovenia, en múltiples municipios de la Voivodina, provincia al norte de (Serbia) y de la Eslovaquia meridional; también es reconocido como minoría en Austria y Croacia. [cita requerida]Luego de la aprobación de una ley de minorías lingüísticas en Ucrania en 2012, el húngaro adquirió estatus oficial en dos ciudades ucranianas, Béregovo y Vinogradov, ambas en la provincia de Transcarpatia; tras la revolución europeísta y nacionalista de 2014 la Rada Suprema abrogó dicha ley. En Rumanía se encuentra el mayor número de hablantes fuera de Hungría (1 450 000 personas, mayoritarias en tres provincias y en múltiples municipios de Transilvania).

### Dialectos
Los dialectos que se conocen del húngaro son el occidental (oeste del Danubio), el septentrional, el meridional y el oriental. Existen además algunos otros más pequeños; en cualquier caso, cualquiera de los dialectos es entendible por el resto. Muchos húngaros, al preguntárseles sobre este respecto, niegan la existencia de diferentes dialectos o de acentos dentro de Hungría; sin embargo, reconocen diferencias regionales, como el uso del artículo para referirse a personas en Budapest, o la peculiar pronunciación de la e en la zona de Szeged. Los húngaros de Erdély (Transilvania) usan una variante que los húngaros de Hungría consideran que mantiene formas y vocabulario más antiguo.

## Descripción lingüística

### Clasificación
El húngaro pertenece al grupo de las lenguas fino-ugrias de la familia de lenguas urálicas, más específicamente, dentro de este, al subgrupo de lenguas ugrias.
Esta filiación es ampliamente aceptada por los lingüistas, si bien existen otras que pretenden emparentarlo con el turco por los parecidos que tienen, o con el huno; sin embargo, la mayoría de esas teorías alternativas no tiene fundamento lingüístico-comparativo alguno, por lo tanto no son aceptadas por la Academia Húngara de Ciencias y son consideradas pseudocientíficas. Por otra parte, la evidencia del grupo ugrio como unidad filogenética válida dentro de las lenguas urálicas es débil.
Junto con el estonio, el finés, el maltés, y el euskera, pertenece al grupo de las lenguas europeas que no son de la familia de lenguas indoeuropeas; comparte con todas ellas, excepto con el maltés, el rasgo tipológico de ser una lengua aglutinante.

### Fonética y fonología

#### Consonantes
El húngaro tiene 25 fonemas consonáticos. Si bien algunos fonemas húngaros tienen correspondencia en español, no ocurre lo mismo con otros muchos. El húngaro dispone de algunos dígrafos (p. ej. «sz», «zs», «ty») y diacríticos (p. ej. «ű») inexistentes en castellano, aunque representen sonidos que sí se dan en esta lengua (p. ej. «cs» = castellano «ch», «ny» = castellano «ñ»).
La ortografía húngara no usa carón o ningún otro diacrítico como las lenguas eslavas que lo rodean. En cambio, las letras c, s, z se utilizan solas (/t͡s/, /ʃ/, /z/) o combinadas en dígrafos cs, sz, zs (/t͡ʃ/, /s/, /ʒ/), mientras que y es utilizada solo en los dígrafos ty, gy, ly, ny como marca de palatalización para escribir los sonidos /c͡ç/, /ɟ͡ʝ/, /j/ (antiguamente /ʎ/), /ɲ/.
Además, existen la dz y dzs, que actualmente casi no se usan. Por último, las consonantes también pueden ser largas o cortas: en caso de ser geminadas, están reduplicadas («nn», «rr»), salvo los dígrafos, en los que solo se duplica la primera consonante: sz pasa a ser ssz y zs, a zzs.
Normalmente no se utilizan las letras q, w, x.
|             |             |          | Bilabial | Labio- dental | Alveolar | Post- alveolar | Palatal | Velar | Glotal |
| ----------- | ----------- | -------- | -------- | ------------- | -------- | -------------- | ------- | ----- | ------ |
| Nasal       | Nasal       | Nasal    | m (m)    |               | n (n)    |                | ny (ɲ)  |       |        |
| Africada    | sorda       | sorda    |          |               | c (t͡s)   | cs (t͡ʃ)        | ty (c͡ç) |       |        |
| Africada    | sonora      | sonora   |          |               | dz (d͡z)  | dzs (d͡ʒ)       | gy (ɟ͡ʝ) |       |        |
| Oclusiva    | sorda       | sorda    | p (p)    |               | t (t)    |                |         | k (k) |        |
| Oclusiva    | sonora      | sonora   | b (b)    |               | d (d)    |                |         | g (g) |        |
| Fricativa   | sorda       | sorda    |          | f (f)         | sz (s)   | s (ʃ)          |         |       | h (h)  |
| Fricativa   | sonora      | sonora   |          | v (v)         | z (z)    | zs (ʒ)         |         |       |        |
| Vibrante    | Vibrante    | Vibrante |          |               | r (r)    |                |         |       |        |
| Aproximante | Aproximante | central  |          |               |          |                | j (j)   |       |        |
| Aproximante | Aproximante | lateral  |          |               | l (l)    |                |         |       |        |

#### Vocales
|               |             | anterior   | anterior | posterior |
| no redondeada | redondeada  | redondeada |          |           |
| ------------- | ----------- | ---------- | -------- | --------- |
| cerrada       | corta       | i (i)      | ü (y)    | u (u)     |
| cerrada       | larga       | í (iː)     | ű (y:)   | ú (u:)    |
| semicerrada   | corta       |            | ö (ø)    | o (o)     |
| semicerrada   | larga       | é (e:)     | ő (ø:)   | ó (oː)    |
| semiabierta   | semiabierta | e (ɛ)      |          |           |
| abierta       | corta       |            |          | a (ɒ)     |
| abierta       | larga       | á (a:)     |          |           |

Vocales húngaras

El húngaro actualmente posee 14 vocales. Las vocales largas se distinguen de las cortas por llevar acento simple o doble.
Podemos ver las vocales húngaras en la siguiente tabla.
|        | Vocales |   |   |   |   |   |   |
| Cortas | a       | e | i | o | ö | u | ü |
| Largas | á       | é | í | ó | ő | ú | ű |

La pronunciación de la a es redondeada y posterior /ɒ/ y se parece más a una o, mientras que su correspondiente larga se pronuncia /a:/ como la a en español, además de ser más larga. La e es abierta y corta /ɛ/, y la é es cerrada y larga /e:/. El resto de las vocales se pronuncian como en español, salvo la ö (breve) /ø/, ő (larga) /ø:/, la ü (breve) /y/, ű (larga) /y:/. Además de por su duración, se pueden clasificar las vocales en dos grupos: altas (claras) y bajas (oscuras).
| Bajas | a | á | o | ó | u | ú |   |   |
| Altas | e | é | i | í | ö | ő | ü | ű |

El que sean altas o bajas viene determinado por la forma de pronunciarlas, con la lengua delante o detrás. Esta clasificación es muy importante, pues determina qué vocal llevan los elementos añadidos (tales como sufijos, infijos, desinencias, etc.), según las reglas de la armonía vocálica.

### Prosodia
El acento prosódico en húngaro recae siempre en la primera sílaba y, teniendo en cuenta que en húngaro no existen diptongos, la vocal acentuada en las palabras es siempre la primera. Sin embargo este acento prosódico, como no tiene ningún valor fonológico ni distinguidor a diferencia del acento del español, muchas veces no se percibe en el habla. Sobre todo en el lenguaje neutral, que difunden los medios de comunicación, existe una tendencia a suprimir totalmente el acento prosódico; por consiguiente todas las sílabas de las palabras se oyen con la misma intensidad.
Como ya se sabe, el húngaro es una lengua aglutinante: al tener que añadir sufijos, se plantea el problema de con qué vocal o vocales hacerlo, ya que un sufijo puede empezar por consonante y la raíz terminar en otra, lo cual hace necesario una vocal de enlace y es esta forma de determinar qué vocal de enlace se usa a lo que se llama armonía vocálica. Así, a una palabra formada por vocales bajas le corresponderá una vocal de enlace baja, y si lo está por altas, una alta. Puede ocurrir que una palabra esté compuesta por ambos tipos de vocales, en cuyo caso generalmente ganan las bajas.
Ejemplos:
- ház (casa) – házam (mi casa)
- bajusz (bigote) – bajuszod (tu bigote)
- méz (miel) – mézes (de miel)
- víz (agua) – vízben (en el agua)

Las vocales que se usan como enlaces generalmente son a, e, o, ö. Con esta regla, se asegura una buena sonoridad del idioma.

### Gramática
Si tomamos en cuenta el contexto predominantemente indoeuropeo que rodea el desarrollo del húngaro, es fácil ver por qué dicho idioma se ha ganado la reputación de ser difícil como segunda lengua. Por ejemplo, el vocabulario húngaro es muy ajeno a las grandes lenguas indoeuropeas clásicas, de manera que aunque tiene gran número de étimos latinos y griegos (obviamente por motivos históricos), se hace difícil de memorizar para un hispanohablante o un francófono. Por otra parte, su sistema fonológico presenta ciertas particularidades como las armonías vocálicas que son infrecuentes en las lenguas indoeuropeas. Para dar un ejemplo aproximado, las armonías vocálicas se pueden imaginar como las tres diferentes conjugaciones en castellano, correspondientes a los infinitivos -ar, -er e -ir, pues nunca se dice *cantimos o *vivemos, sino cantamos y vivimos. Otro ejemplo de armonía vocálica es la pronunciación de los plurales en el español europeo sudoriental.
Lo primero que hay que notar es que es un idioma aglutinante, lo que significa que las palabras se forman uniendo a la raíz uno o varios sufijos. Estos sufijos bien pueden ser indicativos del caso, posesivos, plural, etc. Además, no existe el género en húngaro, a diferencia de lo que ocurre en español.
El orden de las palabras no está establecido por unas reglas fijas, sino que se establece por la importancia que se le quiera dar a una determinada parte de la frase, al igual que ocurre en español. Sin embargo, como tendencia general, el orden básico es el de sujeto, objeto y verbo (SOV).
El vocabulario húngaro es bastante extenso y puede ampliarse ya que existe la posibilidad de formar nuevas palabras uniendo sustantivos tal y como ocurre por ejemplo en el alemán.
El plural se forma añadiendo el sufijo -k al nombre, con la vocal de enlace necesaria en caso de que se necesite. Además, los sustantivos pueden estar modificados por los diferentes casos que tiene el húngaro (18 en total). El húngaro tiene 18 casos (esetek). Los más comunes son el nominativo, el acusativo y el dativo; algunos expresan localización (dentro: inesivo, en la superficie: superesivo, cerca: adesivo), algunos expresan colocación (desde dentro: elativo, desde la superficie: delativo, desde un lugar cercano: ablativo, hacia dentro: ilativo, hacia la superficie: sublativo, hacia un lugar cercano: alativo); algunos expresan otras relaciones (terminativo, esivo-formal, instrumental-comitativo, translativo, causal-final). Existen otros casos de usos restringidos (locativo, esivo-modal, distributivo, distributivo-temporal, sociativo).
El infinitivo de los verbos se forma con el radical y el sufijo -ni. Ejemplos: ir - menni, venir - jönni, dormir - aludni...
La voces verbales son la activa y la pasiva. La voz pasiva prácticamente no se utiliza, aunque se puede encontrar en textos literarios antiguos.
Los modos verbales se limitan a indicativo, condicional e imperativo, y los tiempos, a presente, pasado y futuro, sin más distinciones. Por tanto, la frase én írok puede traducirse como yo escribo o yo estoy escribiendo. Los verbos, además de seguir las normas temporales y de armonía vocálica, poseen dos conjugaciones: la definida e indefinida. El uso de una u otra depende de una serie de reglas que se pueden resumir en la presencia o no de un objeto directo y que este sea definido o no. Por ejemplo, puede existir objeto directo, pero si va precedido por la partícula indefinida egy (un, una), se utiliza la conjugación indefinida.
Las conjugaciones de los verbos son constantes para todos los verbos, excepto para los irregulares, como lenni –ser /estar, jönni - venir o menni - ir. Además, los verbos irregulares tienen pasado irregular.
| persona   | pronombre | presente | pasado   |
| --------- | --------- | -------- | -------- |
| 1.ª sing. | én        | vagyok   | voltam   |
| 2.ª sing. | te/ ön    | vagy     | voltál   |
| 3.ª sing. | ő         | van      | volt     |
| 1.ª pl.   | mi        | vagyunk  | voltunk  |
| 2.ª pl.   | ti/ önök  | vagytok  | voltatok |
| 3.ª pl.   | ők        | vannak   | voltak   |

Tanto en la tercera persona del singular como del plural, se omite la forma conjugada del verbo ser/estar, van y vannak respectivamente, en el tiempo presente.
Por último, en húngaro existen prefijos verbales que, unidos a la raíz del verbo, cambian o matizan el significado de este.

### Vocabulario
Debido a su larga historia, el húngaro ha recibido muchos préstamos, destacando por orden cronológico los préstamos venidos del iránico, túrquico, eslavo y europeo occidental. También ha dado varios.
- préstamos del iránico: tej (‘leche’), vár (‘castillo’)
- préstamos del turco otomano (siglo XVI-XVII): egyetem (‘universidad’), papucs (‘zapatillas’), mecset (‘mezquita’), dzsámi (‘gran mezquita’)
- préstamos del latín: iskola (‘escuela’), kollégium (‘colegio mayor’), múzeum (‘museo’), kastély (‘castillo’)
- préstamos del italiano: cselló (‘violoncello’), kontó (‘cuenta corriente’)
- préstamos del alemán: bejgli (especie de bracito de gitano), sógor (‘cuñado’)
- préstamos eslavos: kapa (‘azada’), kasza (‘guadaña’)
- préstamos del español: gesztenye (‘castaña’)

En español existen palabras de origen húngaro, por ejemplo, coche (de kocsi), húsar (de huszár) o sable (de szablya).

## Sistema de escritura
Hoy en día, el húngaro se escribe con el alfabeto latino, con la excepción de las vocales acentuadas (á, é, í, ó, ő, ű) o con diéresis (ö, ü). Debido a que a veces no están disponibles las fuentes ő, ű se suele escribir ô, û.
El húngaro se puede escribir con la página de códigos ISO/IEC 8859-2 o bien en Unicode.
Aunque actualmente se escriba con caracteres del alfabeto latino, esto no siempre fue así, de forma que hasta la Edad Media se usaban las runas húngaras para escribir.[cita requerida]

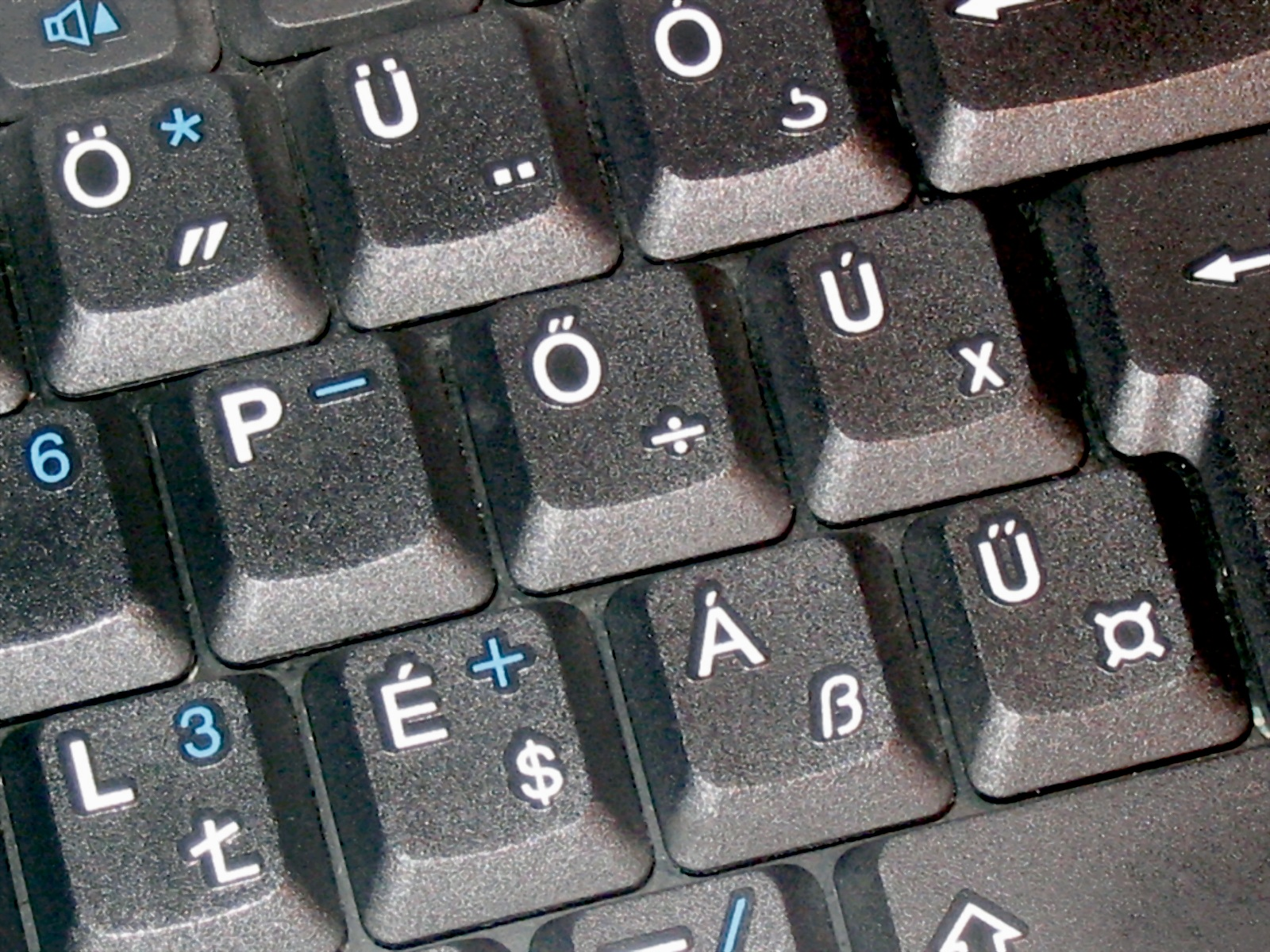
Detalle de un teclado de ordenador con el alfabeto húngaro en el que se pueden ver caracteres propios del idioma.

### Ejemplo de texto con pronunciación
De la Declaración Universal de los Derechos Humanos:

Minden emberi lény szabadon születik és egyenlő méltósága és joga van. Az emberek, ésszel és lelkiismerettel bírván, egymással szemben testvéri szellemben kell hogy viseltessenek. (escuchar)

«Todos los seres humanos nacen libres e iguales en dignidad y derechos. Dotados como están de razón y conciencia, deben comportarse fraternalmente los unos con los otros».